# Drużynowe Mistrzostwa Świata Par Strongman 1999
Drużynowe Mistrzostwa Świata Par Strongman 1999 – doroczne, drużynowe zawody siłaczy, rozgrywane w zespołach złożonych z dwóch zawodników, reprezentujących ten sam kraj.
Data: 8, 9, 10 października 1999 r.

Miejsce: Panyu, prowincja Guangdong  Chiny

WYNIKI ZAWODÓW:
| Miejsce | Zawodnicy                              | Kraj              | Punkty |
| ------- | -------------------------------------- | ----------------- | ------ |
| 1.      | Jouko Ahola, Janne Virtanen            | Finlandia         | 67     |
| 2.      | Magnus Samuelsson, Torbjörn Samuelsson | Szwecja           | 53     |
| 3.      | Jarosław Dymek, Mariusz Pudzianowski   | Polska            | 51     |
| 4.      | Berend Veneberg, Wout Zijlstra         | Holandia          | 45     |
| 5.      | Pieter de Bruyn, Gerrit Badenhorst     | Południowa Afryka | 40,5   |
| 6.      | Torfi Ólafsson, Regin Vagadal          | Wyspy Owcze       | 35     |
| 7.      | Ed Brost, Hugo Girard                  | Kanada            | 31,5   |
| 8.      | Wang Chao, Zang Jiawei                 | Chiny             | 19     |
| 9.      | László Fekete, Ferenz Weinteger        | Węgry             | 18     |